# جهاز تنمية التجارة الداخلية (مصر)
جهاز تنمية التجارة الداخلية هو جهاز حكومي مصري تابع لوزارة التموين والتجارة الداخلية، أنشأ طبقاُ لقرار رئيس الجمهورية رقم 354 لسنة 2008 والذي نص في مادته الأولى علي أن ينشأ جهاز يسمي «جهاز تنمية التجارة الداخلية» تكون له شخصية اعتبارية عامة، ويكون مقرة بمحافظة القاهرة أو بإحدي المحافظات المجاورة لها وللجهاز أن ينشيء فروعا له داخل جمهورية مصر العربية.
أنشأ الجهاز نتيجة دمج مصلحة التسجيل التجاري و مركز معلومات التجارة و الهيئة العامة للرقابة على الأعمال التجارية في كيان واحد، ويعتبر جهاز تنمية التجارة الداخلية هو الجهة المختصة بتنمية التجارة الداخلية، وتحفيز وتشجيع الاستثمار في قطاعات تجارة الجملة والتجزئة، كما يتولى مسئولية أعمال التسجيل لكافة الأنشطة التجارية، كما يهدف الجهاز بدوره في أن تتحول الأسواق الداخلية لتصبح منظمة ومتطورة ومحققة.

## التشريعات المنظمة
- قرار رئيس الجمهورية رقم 354 لسنة 2008 في شأن إنشاء جهاز تنمية التجارة الداخلية.[4]

## وصلات خارجية
- الموقع الرسمي للجهاز.